# 朗萨格
朗萨格（法語：Lansargues，法語發音：[lɑ̃saʁɡ]）是法国埃罗省的一个市镇，位于该省东部，属于蒙彼利埃区。

## 地理
朗萨格（43°39'5"N, 4°4'23"E）面积18.39 平方千米，位于法国奧克西塔尼大區埃罗省，该省份为法国南部沿海省份，南濒地中海，西南接奥德省，西北接塔恩省和阿韦龙省，东北与加尔省接壤。
与朗萨格接壤的市镇（或旧市镇、城区）包括：康迪亚格、吕内勒维耶勒、马西亚格、莫吉奥、米代松、圣布雷斯、圣瑞斯特、圣纳泽尔德佩藏、瓦莱尔格。
朗萨格的时区为UTC+01:00、UTC+02:00（夏令时）。

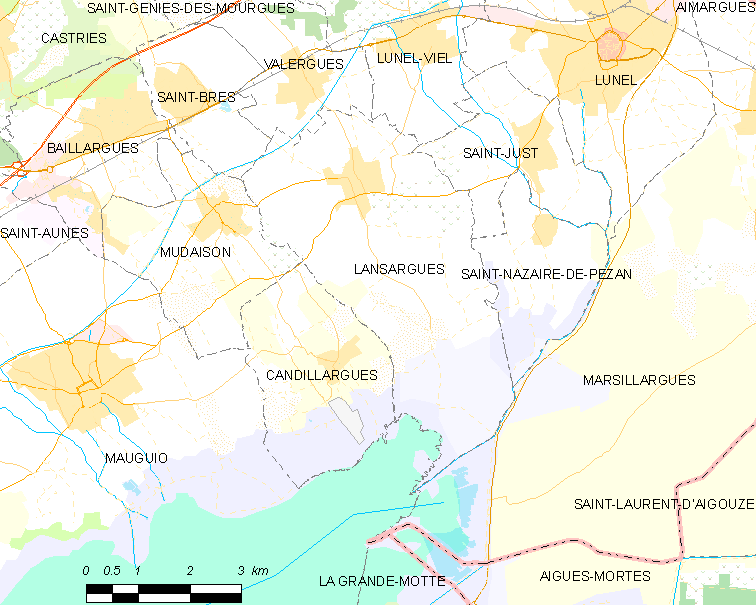
朗萨格的OSM定位图

## 行政
朗萨格的邮政编码为34130，INSEE市镇编码为34127。

## 政治
朗萨格所属的省级选区为莫吉奥县。

## 交通
埃罗省省道D24线、D105线、D110E4线和D189线在境内交汇。

## 人口

1962-2008年间朗萨格人口变化图示

朗萨格于2022年1月1日时的人口数量为3130人。